# Sclerantheae
Sclerantheae es una tribu de plantas perteneciente a la familia Caryophyllaceae. El género tipo es: Scleranthus L. Tiene los siguientes géneros.

## Géneros
- Mniarum J. R. Forst. & G. Forst. = Scleranthus L.
- Pentastemonodiscus Rech. f.
- Scleranthus L.